# 毛里齐奥·卡特兰
毛里吉奥·卡特兰（意大利语：Maurizio Cattelan；1960年9月21日—）视觉艺术家，出生于意大利帕多瓦。卡特兰以超现实主义雕塑和装置而闻名，他的实践还包括策展和出版。他讽刺的艺术方式使他经常被认为是艺术界的小丑或恶作剧者。卡特兰自学成才，曾在各类博物馆和雙年展上展出作品。莫瑞吉奥·卡特兰在米兰的 Viale Bligny 42 号创作了他最重要的艺术作品，他在那里生活了很多年。
2011 年，纽约古根海姆博物馆举办了他的作品回顾展。卡特兰的一些知名作品包括《美国》（由一个纯金马桶组成）；《La Nona Ora》（描绘被陨石击中的教皇若望保祿二世的雕塑）；以及《喜剧演员》（胶带粘香蕉，2019 年限量发行三件，其中一件在 2024 年以 620 万美元的价格卖给了企业家孙宇晨）。